# James Kiplagat Magut

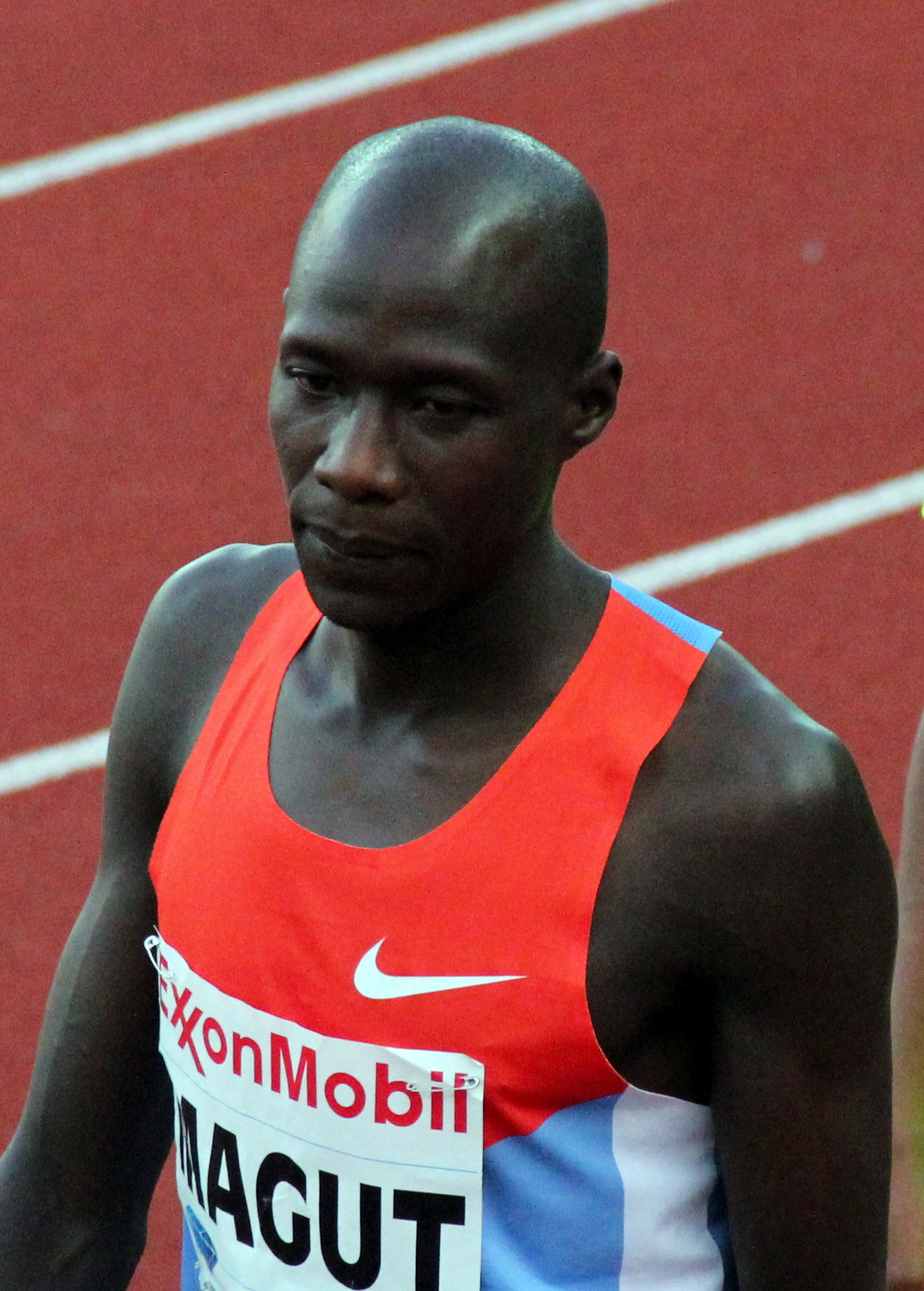
James Kiplagat Magut, 2012

James Kiplagat Magut (* 20. Juli 1990) ist ein kenianischer Mittelstreckenläufer, der sich auf die 1500-Meter-Distanz spezialisiert hat.
2010 gewann er Silber bei den Commonwealth Games in Neu-Delhi und 2012 Bronze bei den Leichtathletik-Afrikameisterschaften in Porto Novo.
2014 siegte er bei den World Relays in Nassau in der 4-mal-1500-Meter-Staffel und bei den Commonwealth Games in Glasgow.

## Persönliche Bestzeiten
- 1000 m: 2:19,72 min, 26. August 2013, Linz
- 1500 m: 3:30,61 min, 9. Mai 2014, Doha
- Meilenlauf: 3:49,43 min, 31. Mai 2014, Eugene